# Vida István (barlangkutató)
Vida István (1958. – 2005. június 8.) barlangász, barlangi mentő, búvár.

## Élete
A barlangkutatásba diákként, 1973-ban kapcsolódott be. Számtalan sikeres barlangi kutatómunka és expedíció résztvevője volt. 1985-ben a spanyol–francia határon nyíló Pierre Saint Martin-barlangban résztvevője volt a Thieme András által vezetett expedíciónak, amikor magyar barlangászok először járták végig a föld akkor ismert legmélyebb barlangját. Később átvette a Diogenes-csoport vezetését, majd évekig elnökségi tagja volt a Meteor Természetbarátok Turista Egyesületének.
Az 1980-as évektől tagja a Magyar Barlangi Mentőszolgálatnak, és részese több eredményes barlangi mentésnek, amiért 1994-ben Életmentő Érdemérem kormánykitüntetésben részesült. A barlangászat mellett ejtőernyőzött is, majd figyelme a könnyűbúvár sportra is kiterjedt. Megszerezte a nemzetközi oktatói jogosítványt, s ezután hivatásául is a búvároktatást választotta. Megszervezte a Kékség könnyűbúvár iskolát és klubot. Tanítványait adriai és vörös-tengeri merülésekre vitte. Kapcsolata a barlangászokkal nem szakadt meg. Változatlanul részt vett a Barlangi Mentőszolgálat munkájában, melynek könnyűbúvár egysége vezetőjeként több sikeres akciót irányított. Jelentős szerepe volt a 2002. évi ötnapos esztramos-hegyi sikeres barlangi mentésben. A fiatalon, súlyos betegség következtében elhunyt búvár hamvait társai az Adriai-tengerben, a horvátországi partok közelében helyezték örök nyugalomra.